# Метод Сократа (Доктор Хаус)
The Socratic Method (с англ. — «Метод Сократа») — шестая серия первого сезона американского телесериала «Доктор Хаус». Премьера эпизода проходила на канале FOX 21 декабря 2004. Доктор Хаус и его команда спасает женщину с симптомами шизофрении, снимает диагноз и возвращает ей сына-подростка.

## Сюжет
Люси Палмейро, у которой есть 18-летний сын, почувствовала острую боль в ноге через кровяной сгусток в концовке. В прошлом ей поставили диагноз — шизофрения. Со временем сгусток переместился в лёгкие, и теперь Люси должна бороться с лёгочной эмболией (глубокий тромбоз вены). Ночью у неё начинается кашель с кровью. Учитывая анализ крови, Хаус утверждает, что у Люси дефицит витамина К. Форман и Чейз наведываются к ней домой и находят полный холодильник гамбургеров для подогрева в микроволновке и ящик с лекарствами. Однако бутылочка пеницилламина (лекарство, которое помогает людям, больным шизофренией, мыслить более разумно) даже не открыта. Теория Хауса о дефиците витамина К подтверждается.
Чейз и Кэмерон делают ультразвуковое исследование Люси и замечают у неё цирроз печени и злокачественную опухоль. Опухоль оказалась довольно большой. Люси просит удалить её, но из-за её размера хирурги не имеют права делать операцию. Поэтому Хаус прибегает к хитрости. Он вводит ей этанол в опухоль, что приводит к её уменьшению. Это уменьшение будет продолжаться недолго, а потому пациента сразу записывают на операцию. Тем временем Хаус через рентген узнает, что Люку, сыну Люси, всего 15 лет. После операции его матери в палату входят работники социальной службы и забирают Люка в приют. Так как парень думает, что Хаус позвонил в социальную службу, он сильно обижается на врача своей матери. Однако Хаус пообещал Люку не звонить в соцслужбу и держал своё слово.
Ночью Хаус понимает, что произошло на самом деле. Это Люси обратилась в социальную службу, а это подтверждает, что она психически здорова. Тогда Хаус с его командой обращаются к истории болезней Люси Палмейро. Оказывается, в прошлом году её два раза записывали к офтальмологу, однако посетила она его только один раз. Форман проверяет глаза Люси и замечает вокруг её роговицы красное кольцо. Люси начинают лечить от болезни Вильсона — Коновалова, она выздоравливает. Люк приезжает, чтобы забрать мать, и сильно удивляется её нормальному поведению. Семья снова счастлива. При встрече Люка и Люси в лифте с Хаусом, он выгораживает мать парня и говорит Люку, что это он звонил социальной службе.